# Tōya Maru
 (août 2016).
Le Tōya Maru (洞爺丸) est un ferry japonais construit en 1947 par les chantiers Mitsubishi Heavy Industries de Kobe. Pris dans un typhon, il fit naufrage en 1954 lors d'une traversée du détroit de Tsugaru, entre les îles d'Hokkaido et de Honshū, provoquant la mort de  1 159 personnes.

## Histoire
Le Tōya Maru est un ferry japonais construit en 1947 par les chantiers Mitsubishi Heavy Industries de Kobe. En 1950, il devient l'un des premiers navires japonais à être équipé d'un radar. En août 1954, l′empereur Hirohito fait une traversée à bord.

### Naufrage
Le Tōya Maru devient célèbre le 26 septembre 1954. En effet, le quinzième typhon de la saison, Marie, devait atteindre aux alentours de 17 h le détroit de Tsugaru que le ferry traverse quotidiennement. À 11 h, le ferry en provenance d′Aomori arrive à Hakodate. Sa traversée suivante est prévue pour 14 h 40, de telle sorte que le ferry puisse regagner Aomori avant le passage du typhon. Mais un autre ferry, le Dai 11 Seikan Maru, ne peut quitter Hakodate. Ses passagers sont transférés sur le Tōya Maru, ce qui aura pour cause de retarder son départ, qui sera finalement annulé à 15 h 10.
À 17 heures, après une forte pluie, le temps s'améliore. Le commandant pense que le typhon est passé et décide d'effectuer la traversée. Le navire quitte le port de Hakodate à 18 h 39 avec environ 1 300 personnes à son bord. Mais le typhon a ralenti sa course et s'approche du détroit. A 19 h 1, le ferry s'ancre à proximité du port qu'il vient de quitter en attendant une amélioration. Malheureusement, il chasse sur son ancre et dérive. La salle des machines est inondée mais le commandant parvient à échouer le navire sur Nanae Beach.
À 22 h 26, le Tōya Maru est échoué et un SOS est envoyé. Cependant, les vagues sont si fortes que le ferry est récupéré par la mer, puis chavire à 22 h 43 alors qu'il est à une centaine de mètres des côtes. Sur les 1 309 personnes présentes à bord lors du naufrage, 150 survivent, mais les 1 159 autres décèdent.
Le typhon Marie entraînera le naufrage de quatre autres ferries dans sa course.
En 1955, l'épave du Tōya Maru est détruite.
Le yakuza Eiji Ijichi, tout juste sorti de prison, échappera au naufrage en arrivant en retard à l'embarquement. Cette anecdote est racontée dans sa biographie ''Mémoire d'un yakuza''.

## Galerie

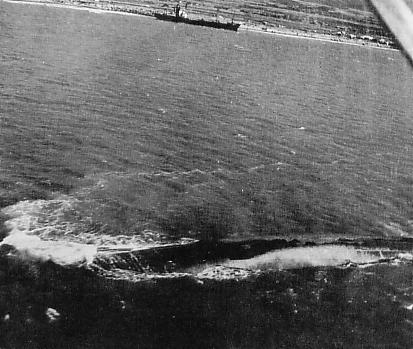
L′épave du Tōya Maru.
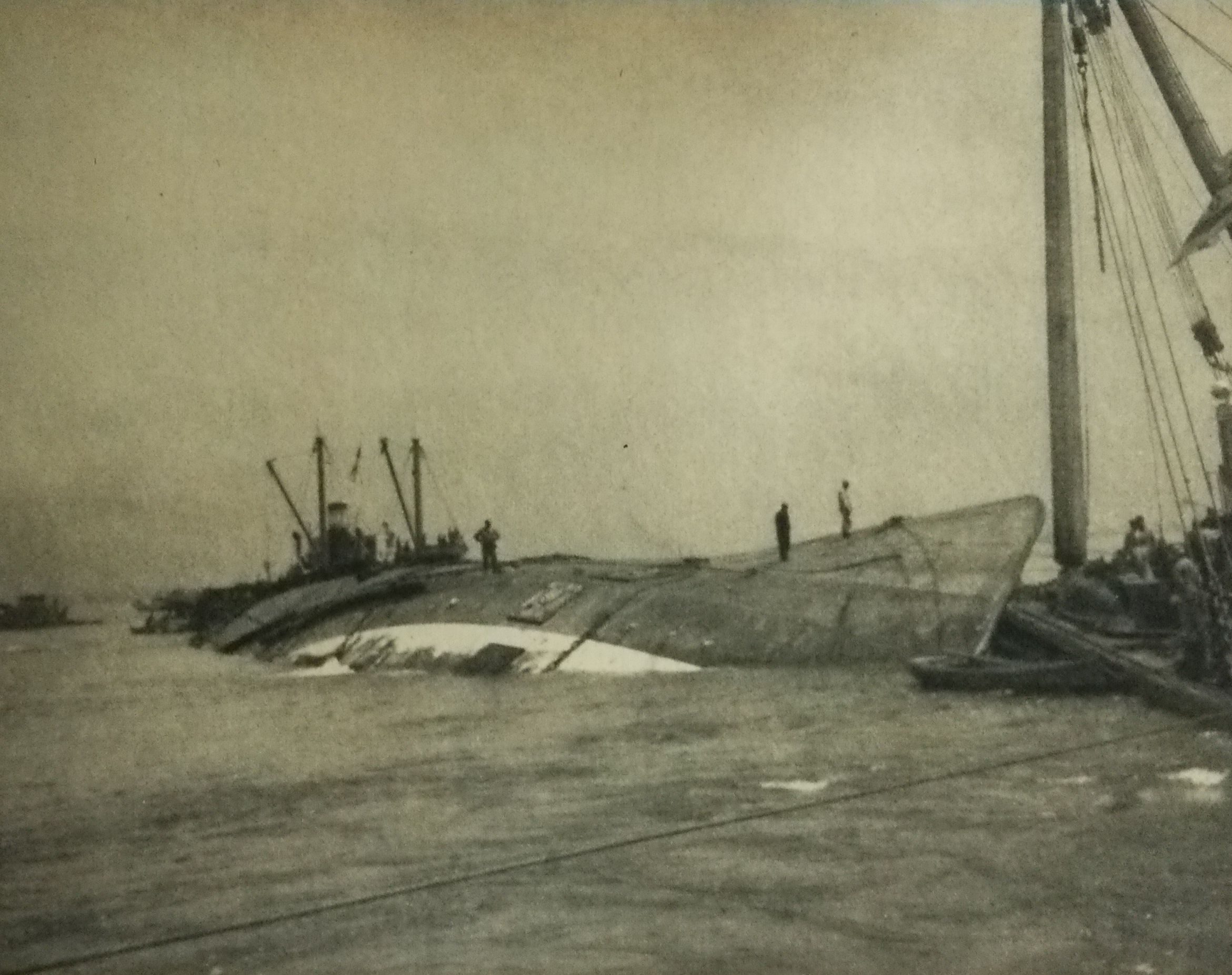
La démolition du Tōya Maru.